# Banat serbe
Pour les articles homonymes, voir Banat.
Le Banat serbe (ou Banat occidental) faisait partie de la voïvodine de Serbie (en 1848/1849) et de la voïvodine de Serbie et banat de Tamiš (entre 1849 et 1860). Après 1860, le Banat serbe a fait partie des comitats de Torontál et de Temes de la Hongrie des Habsbourg. Le centre du comté de Torontál county était Veliki Bečkerek (hongrois: Nagybecskerek, roumain: Becicherecul Mare), à présent Zrenjanin.

## Géographie
La région était un comté du royaume des Serbes, Croates et Slovènes entre 1918 et 1922, et en 1929 il a été incorporé dans le Dunavska banovina (Banat Danubien), une province du royaume de Yougoslavie.
En Serbie, le banat est constitué de plaines. Blé, seigle, avoine, orge, maïs, chanvre et tournesol sont cultivés, et les richesses minérales consistent en pétrole et gaz naturel. Une destination touristique populaire dans le Banat est Deliblatska peščara. Selon le recensement de 2002, la population du Banat Serbe était composée de : Serbes (65 %), Hongrois (18 %), Roumains, Slovaques, etc.
Les districts de Serbie en Banat sont :
- Banat septentrional ;
- Banat central ;
- Banat méridional.

## Histoire
Entre 1941 et 1944 Le Banat Serbe a été occupé par les puissances de l'Axe. Formellement il faisait partie de la Serbie, mais en fait il était une région séparée autonome gouvernée par sa minorité allemande. Depuis 1945 le Banat Serbe, avec la Bačka et la Syrmie (Srem), est une partie de la province autonome de Voïvodine.